# Весуна
Весуна е романо-келтска богиня, почитана в Римска Галия. Вероятно се е смятала за дарител на просперитет, изобилие и щастие, както се вижда от изображенията на богинята, където тя е представяна с корнукопия.
Весуна също е била някога името на град, южно от съвременния френски град Перигьо, където богинята е имала храм в древни времена; тя със сигурност е богинята на този град и неговите хора и по този начин е техен защитник.
В надписи, открити в Перигьо, Весуна се идентифицира с римската богиня на късмета, Тутела, която набляга на ролята на Весуна като богиня на щастието. Весуна получавала всеотдайни дарове от своите поклонници; малко се знае за спецификата на нейния култ. В града имало храм, който носел името ѝ. На Весуна се покланяли хората от келтското племе „Петрокории“, заемащи територия известна като Петрокория, чието име е оцеляло в съвременния френски град Перигийо, разположен на север от големия храм на богинята Весуна.

## Етимология
Името на Весуна вероятно произтича от прото-келтското * wesu със значение „добро“. Теонимът Весуна е пряк наследник на друга богиня (Сианна) от същия град Перигьо и произлиза от латинската дума vesannus, а, um – жестока, яростна, възбудена, неудържима като определение, отнасящо се до господарката на дивата природа и като богиня на лов. Весунна също се нарича Тутела, което означава, че е патрон и защитник на града.
Известна е от два епиграфски надписа на територията на Римска Галия, Петрокория.